# Dolgoprudny
Dolgoprudny (russisch Долгопрудный) ist eine Stadt in der russischen Oblast Moskau. Sie hat 90.956 Einwohner (Stand 14. Oktober 2010) und ist ein wichtiger Industrie- und Wissenschaftsstandort.
Die Stadt liegt etwa vier Kilometer nördlich des Moskauer Autobahnrings. Westlich der Ortschaft zieht sich der Moskaukanal entlang, am östlichen Stadtrand verlaufen die Landstraße nach Dmitrow und eine Linie der Regionalbahn („Elektritschka“), die hier die Haltepunkte Dolgoprudnaja, Nowodatschnaja und Wodniki hat. Vom Moskauer Sawjolowoer Bahnhof bis nach Dolgoprudny sind es etwa 16 km. Westlich der Stadt, auf dem Gelände des ehemaligen Landgutes Winogradowo, befinden sich die Langen Teiche, russisch Dolgije prudy, die letztlich der Stadt ihren Namen gaben.

## Geschichte
Bis zu Beginn der 1930er Jahre befanden sich auf dem späteren Stadtgebiet lediglich einige kleine Siedlungen, darunter das Landgut Winogradowo, das zu Beginn des 17. Jahrhunderts Gawriil Puschkin gehört hatte, einem Vorfahren des Dichters Alexander Puschkin.

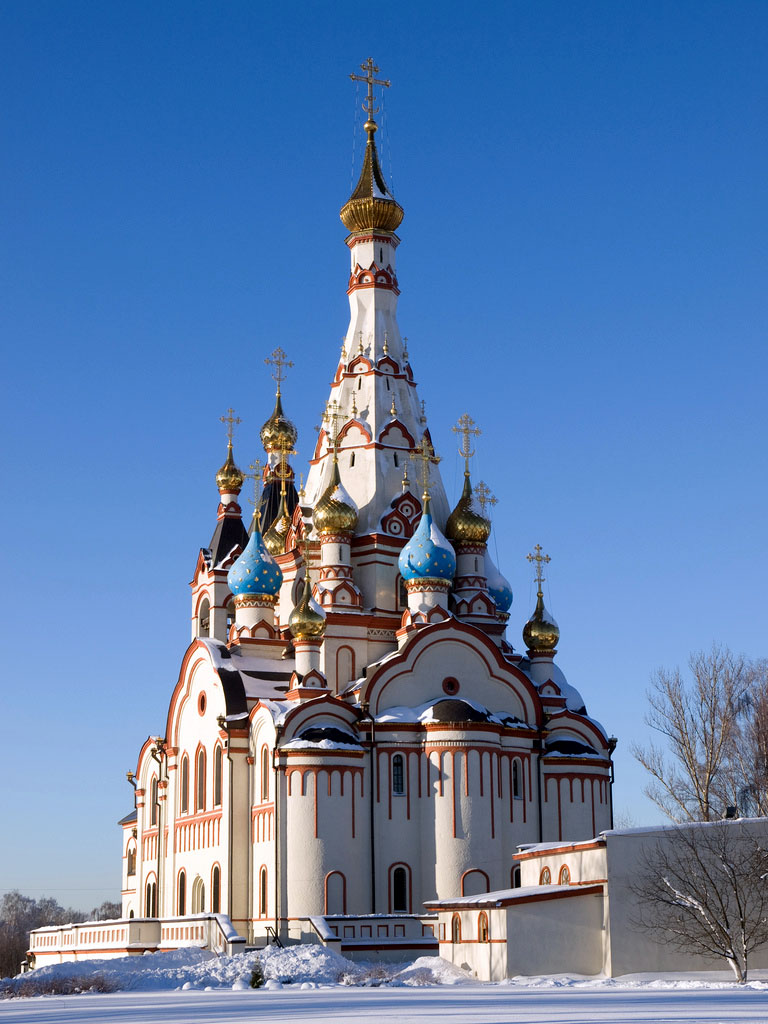
Kirche der Gottesmutter von Kasan in Dolgoprudny

Zwischen 1900 und 1902 wurde in der Nähe des Gutes die Eisenbahnlinie Moskau–Sawjolowo gebaut, außerdem entstand am Ufer der „Langen Teiche“ eine Datschensiedlung. 
Den Anstoß für die Entwicklung der Stadt gab jedoch erst die Errichtung eines Werkes für den Bau von Luftschiffen im Jahre 1931. Im gleichen Jahr wurde damit begonnen für die dort Beschäftigten eine Wohnsiedlung zu errichten, die zunächst aus ein- und zweigeschossigen Holzbaracken ohne allen Komfort bestand. Die Siedlung entwickelte sich rasch und bekam 1935 den Status einer sogenannten Arbeitersiedlung. Nach dem Namen der Luftschiffwerft erhielt sie den Namen „Dirischablestroi“ (kyrillisch Дирижаблестрой, zu deutsch etwa „Luftschiffbau“).
Zu den am Aufbau der Luftschiffwerft beteiligten Spezialisten gehörte der italienische Ingenieur und Flugpionier Umberto Nobile, dessen Verpflichtung von Staatschef Josef Stalin selbst genehmigt worden war. 2004 war noch eine Luftschiffhalle von 1934 vorhanden, wenn auch in desolatem Zustand. Ihr Dach war im März 2001 unter der Schneelast eingebrochen.
In der zweiten Hälfte der 1930er Jahre ließ die Stadt den Charakter einer Pioniersiedlung langsam hinter sich. Es wurden Wasserleitungen verlegt, ein Abwassersystem gebaut, und es entstanden mehrgeschossige Wohnhäuser aus Backstein. Im Stadtzentrum wurde ein repräsentativer Kulturpalast im Stil des stalinschen Neoklassizismus errichtet.
1937, im Jahr der Eröffnung des nahegelegenen Moskau-Wolga-Kanals, wurden in der Nähe der Siedlung weitere Großbetriebe angesiedelt. Am heutigen Nordende der Stadt wurde eine Schiffsreparaturbasis eingerichtet, in der die Moskauer Flotte gewartet werden sollte. Zum Teil nutzte das Unternehmen die Baracken, die zuvor für die beim Kanalbau eingesetzten Zwangsarbeiter errichtet worden waren.
Ein weiteres Unternehmen, das im Zusammenhang mit dem Kanalbau entstand, war ein Natursteinwerk, das die Granitelemente für die Verkleidung der aufwändig konzipierten Schleusen- und Uferanlagen des neuen Kanals liefern sollte. Es lieferte jedoch auch Materialien für viele andere Großbaustellen, bspw. für die Moskauer Metro und die Uferpromenaden an der Moskwa.
Ende der dreißiger Jahre wurde die Produktion der Luftschiffe allmählich eingestellt und die Siedlung in Dolgoprudny umbenannt. Auf der Basis des ehemaligen Luftschiffswerkes entstand ein Rüstungsbetrieb, der zunächst Flugzeuge, und später Raketen produzierte (heutiger Name OAO „DNPP“). Aus dem ehemaligen Gaswerk, das für die Befüllung der Luftschiffe errichtet worden war, ging ein Chemiewerk hervor. 1939 hatte Dolgoprudny über 8000 Einwohner.
Während des Zweiten Weltkrieges wurde ein Großteil der Industriebetriebe Dolgoprudnys in den Ural evakuiert, die übrigen Unternehmen stellten ihre Produktion auf Rüstungsgüter um. Die deutschen Truppen rückten bis auf wenige Kilometer an die Ortschaft heran. Zu einer Einnahme der Stadt durch die Wehrmacht kam es jedoch nicht.

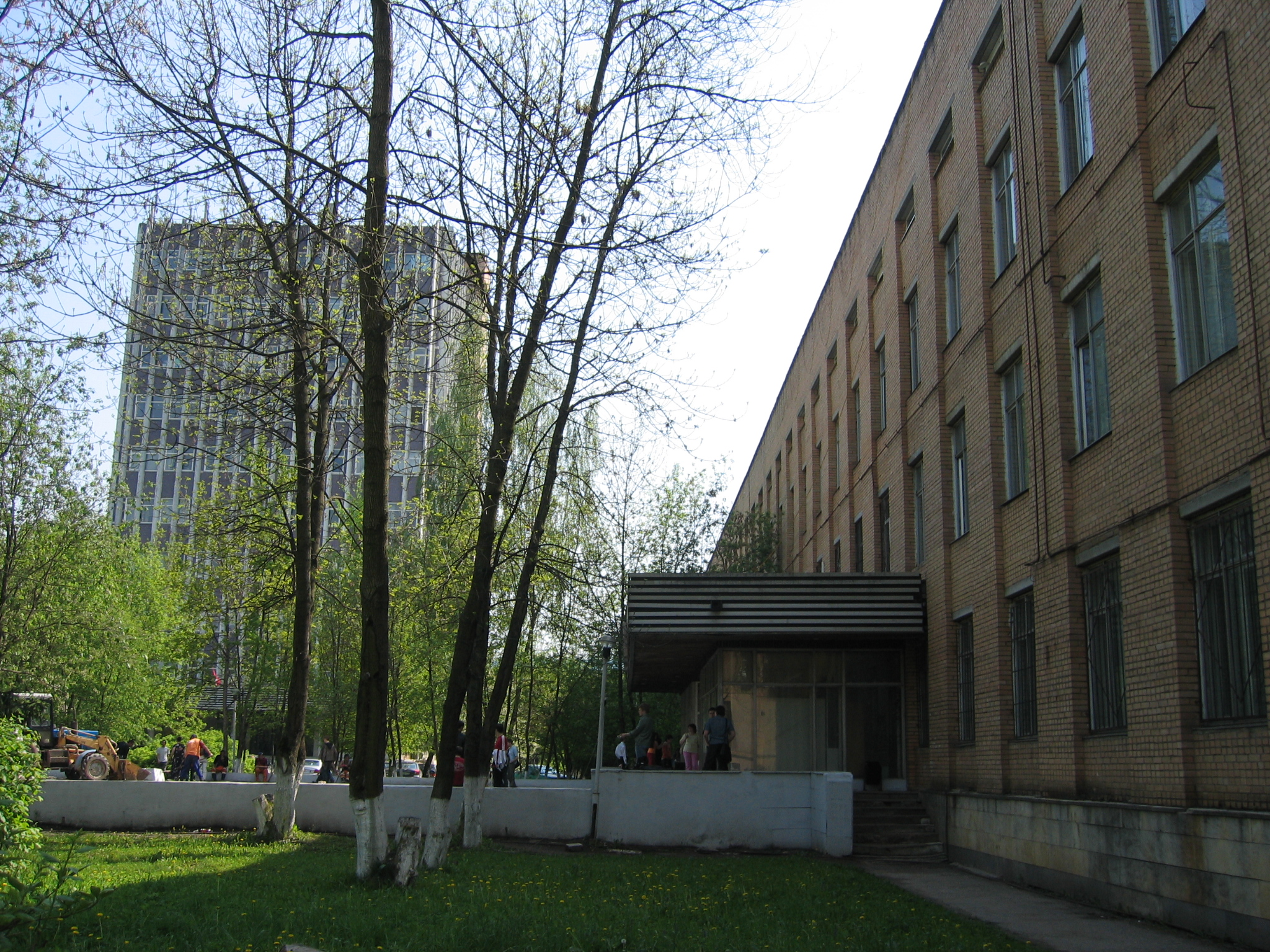
Campus des Moskauer Instituts für Physik und Technologie in Dolgoprudny

Nach dem Zweiten Weltkrieg setzte sich das schnelle Wachstum der Stadt fort. Weitere Industriebetriebe entstanden und das Moskauer physikalisch-technische Institut wurde eröffnet, das bald zu einer der führenden technischen Hochschulen der UdSSR aufstieg. Zu den Mitarbeitern des Instituts gehörte unter anderem der  Physik-Nobelpreisträger Pjotr Leonidowitsch Kapiza. 1959 hatte Dolgoprudny bereits 25.000 Einwohner.
Ab 1969 wurden in der Stadt hohe, neun- und sechzehnstöckige Wohnblöcke errichtet, die das heutige Gesicht der Stadt prägen.

## Wirtschaft
In Dolgoprudny ist eine Vielzahl von Industrieunternehmen ansässig, darunter ein Chemiewerk, das Rüstungsunternehmen OAO DNPP und der Baustoffproduzent OAO MKK. Die Stadt ist außerdem Sitz des für die Oblast Moskau zuständigen Nahverkehrsunternehmens Mostransawto.

## Söhne und Töchter der Stadt
- Wiktor Potapow (1947–2017), Segelsportler
- Wladimir Andrejew (* 1958), Eisschnellläufer
- Elina Swerawa (* 1960), belarussische Diskuswerferin
- Wiktor Rybin (* 1962), Musiker, Sänger, Begründer der russischen Rockband Djuna
- Marina Chlebnikowa (* 1965), Popsängerin
- Jelena Schemajewa (* 1971), Fechterin
- Marija Aronowa (* 1972), Theater- und Filmschauspielerin
- Nikolai Kolatschewski (* 1972), Physiker und Hochschullehrer
- Jelena Beljakowa (* 1976), Stabhochspringerin
- Jelena Buruchina (* 1977), Skilangläuferin
- Darja Chalturina (* 1979), Historikerin und Soziologin